# عمر شعبان
عمر خالد شعبان بوغيل (من مواليد 3 يناير 1994) هو لاعب كرة قدم لبناني، يلعب في مركز الهجوم لنادي بروملي الإنجليزي والمنتخب الوطني اللبناني، ولد بوغيل في ألمانيا، وكان مؤهلاً لتمثيل لبنان من خلال والده اللبناني.

## نادي الوظيفي

### وظيفة مبكرة
كان بوغيل لاعبًا شابًا في ميونيخ 1860 قبل الانتقال إلى إنجلترا في سن 16 بهدف تعلم الإنجليزية، التحق بكلية تشيتشيستر  وكان جزءًا من فريق الشباب في نادي مدينة تشيتشيستر ‏.
ثم انضم إلى Selsey، حيث قضى هناك فترة قصيرة في Burgess Hill Town،  قبل الانتقال إلى Bognor Regis Town ثم إلى Worthing.

### فورست غرين روفرز

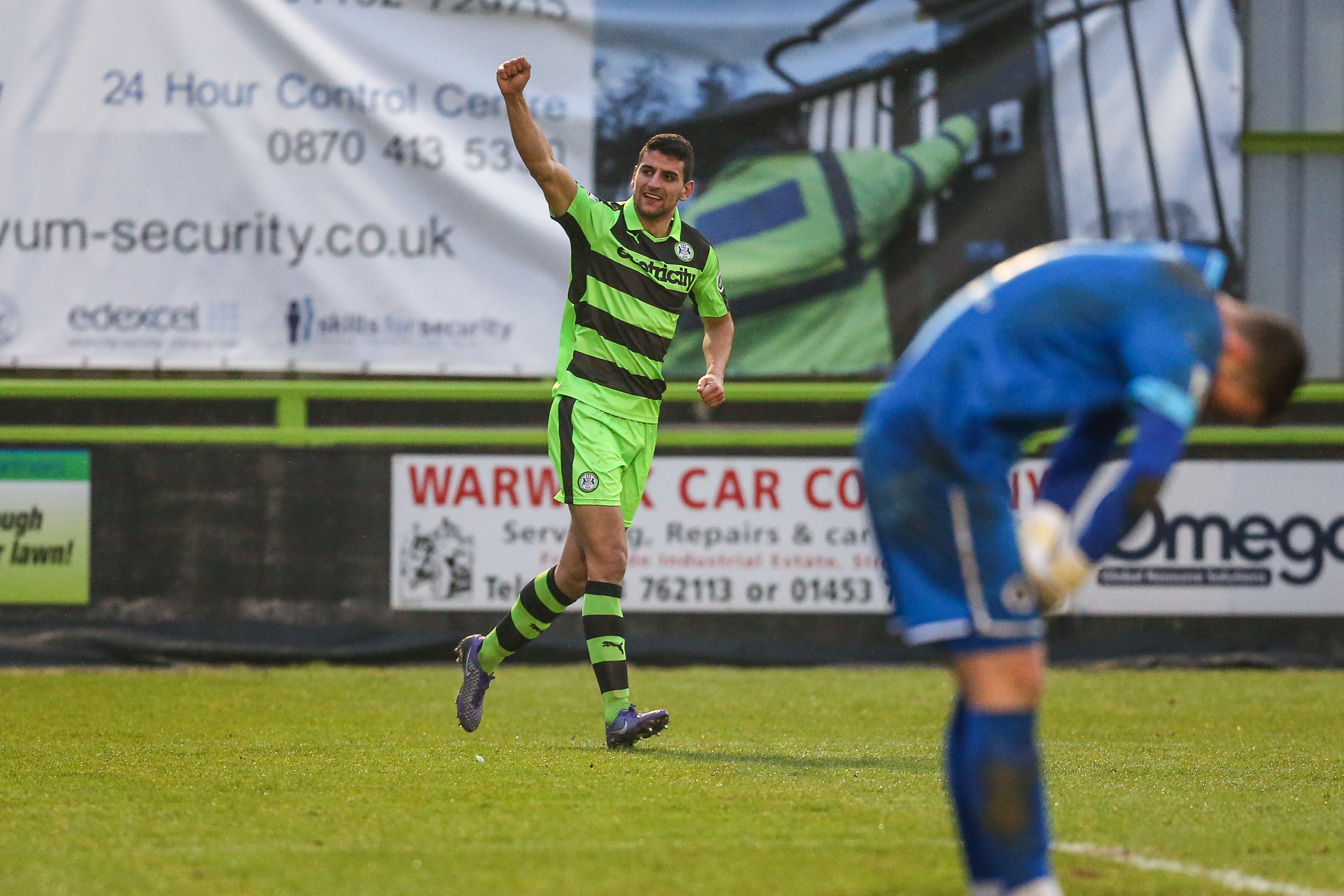
عمر شعبان يحتفل بعد تسجيله هدف مع فوريست غرين عام 2017.

#### الترويج والدوري الثاني
بعد نموذج تسجيل أهداف غزير على مدار أربع سنوات في صفوف المتمردين، تم توقيع عقد مع فورست جرين في فبراير 2017 مقابل رسوم لم يكشف عنها،  وكان بوغيل جزءًا من فريق فورست غرين الذي انتصر في المباريات الفاصلة في الدوري الوطني في نهاية الموسم، قام بأول مباراة له في الدوري الإنجليزي الدرجة الثانية ضد بارنت في 5 أغسطس 2017.

#### إعارة لبروملي
في 4 كانون الثاني/يناير 2018، انضم بوغيل إلى فريق بروملي الذي يلعب في الدوري الوطني على سبيل الإعارة خلال الفترة المتبقية من الحملة،  وتخلى فورست غرين عنه في نهاية موسم 2017-18.

### بروملي
في 1 يوليو 2018 تم الإعلان عن توقيع عمر عقد مع Bromley لمدة سنتان.

## مسيرة دولية

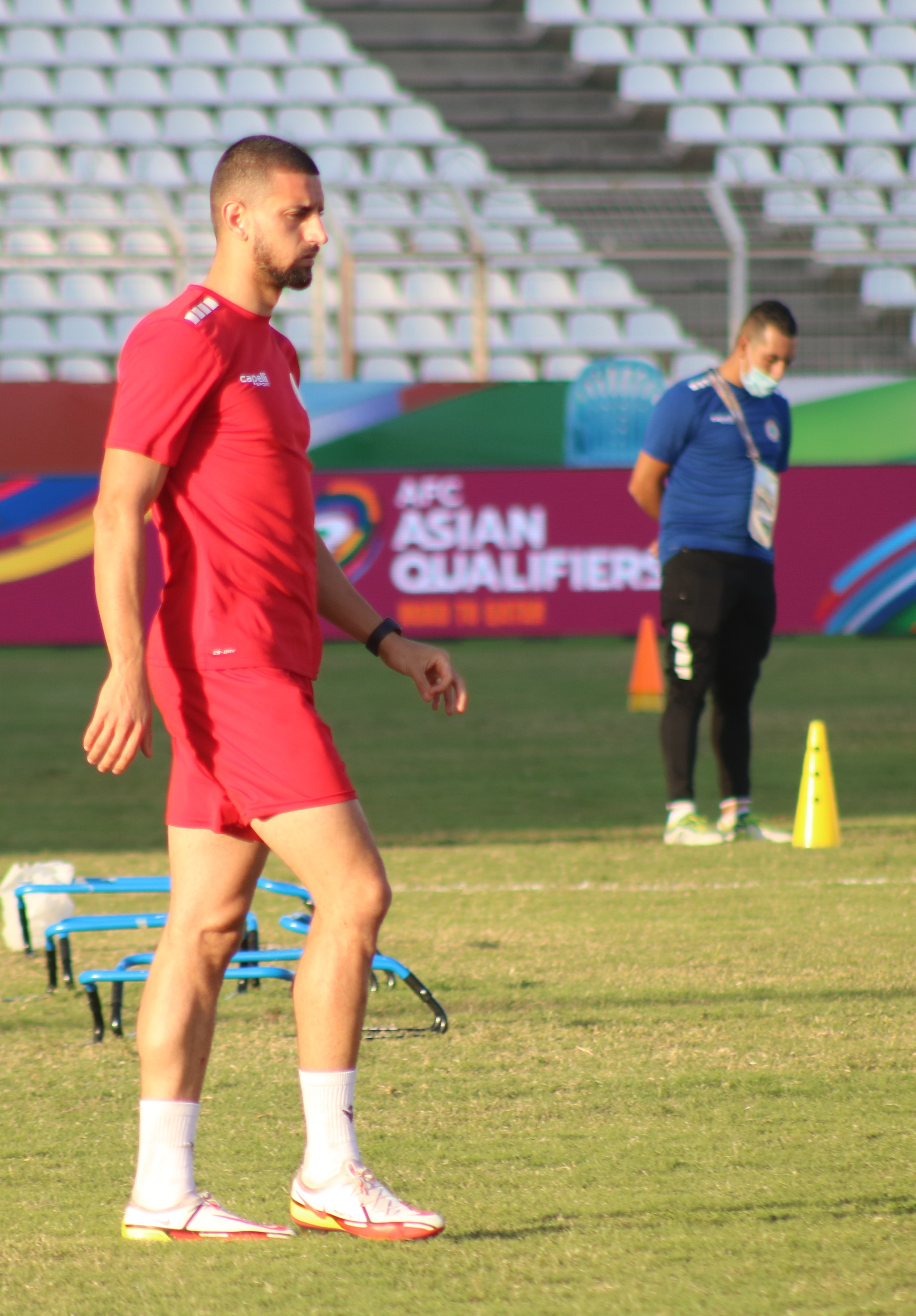
شعبان يتدرب مع المنتخب اللبناني عام 2021.

استدعي عمر من قبل المنتخب اللبناني لكرة القدم في مايو 2017 لخوض مباراة تصفيات كأس آسيا ضد ماليزيا،  لكنه لم يشارك في الفوز بنتيجة 1-2، وتم استدعاؤه مرة أخرى في التصفيات مع كوريا الشمالية في 5 سبتمبر 2017.
ظهر بوغيل لأول مرة في لبنان يوم 9 نوفمبر 2017، حيث شارك كبديل في مباراة فاز بها منتخب لبنان بنتيجة 1-0 على منتخب سنغافورة لكرة القدم، وأحرز هدفه الأول كبديل في 6 سبتمبر 2018 في مباراة ودية ضد الأردن.

## إحصائيات
- اعتبارا من مباراة لعبت في 27 أبريل 2019.

| النادي          | الموسم                 | الدوري                        | الدوري | الدوري  | كأس الاتحاد الإنجليزي | كأس الاتحاد الإنجليزي | كأس الاتحاد الانجليزي | كأس الاتحاد الانجليزي | آخر    | آخر     | مجموع  | مجموع   |
| النادي          | الموسم                 | فئة                           | الظهور | الأهداف | الظهور                | الأهداف               | الظهور                | الأهداف               | الظهور | الأهداف | الظهور | الأهداف |
| --------------- | ---------------------- | ----------------------------- | ------ | ------- | --------------------- | --------------------- | --------------------- | --------------------- | ------ | ------- | ------ | ------- |
| رذينج           | 2015-16                | قسم الدوري الهولندي جنوب واحد | 31     | 14      | 0                     | 0                     | -                     | -                     | 1      | 1       | 32     | 15      |
| فرويست غريت     | 2016-17                | الدوري الوطني                 | 16     | 5       | -                     | -                     | -                     | -                     | 1      | 0       | 17     | 5       |
| فرويست غريت     | 2017-18                | الدوري الثاني                 | 19     | 3       | 3                     | 0                     | 0                     | 0                     | 2      | 0       | 24     | 3       |
| فرويست غريت     | مجموع فورست غرين روفرز | مجموع فورست غرين روفرز        | 35     | 8       | 3                     | 0                     | 0                     | 0                     | 3      | 0       | 41     | 8       |
| بروملي (إعارة)  | 2017-18                | الدوري الوطني                 | 16     | 4       | -                     | -                     | -                     | -                     | 6      | 1       | 22     | 5       |
| بروملي          | 2018-19                | الدوري الوطني                 | 32     | 6       | 2                     | 0                     | -                     | -                     | 0      | 0       | 34     | 6       |
| بروملي          | مجموع بروملي           | مجموع بروملي                  | 48     | 10      | 2                     | 0                     | 0                     | 0                     | 6      | 1       | 56     | 11      |
| المجموع الوظيفي | المجموع الوظيفي        | المجموع الوظيفي               | 114    | 32      | 5                     | 0                     | 0                     | 0                     | 10     | 2       | 129    | 34      |

### الأهداف الدولية
| لا. | تاريخ         | مكان                                     | الخصم  | أحرز هدفا | نتيجة | منافسة |
| --- | ------------- | ---------------------------------------- | ------ | --------- | ----- | ------ |
| 1.  | 6 سبتمبر 2018 | استاد الملك عبدالله الثاني، عمان، الأردن | الأردن | 1 -0      | 1-0   | ودود   |

## تشريفات
بروملي
- FA كأس الوصيف: 2017-18 [15]

## روابط خارجية
- عمر شعبان على موقع إي إس بي إن إف سي (الإنجليزية)
- عمر شعبان على موقع قاعدة بيانات كرة القدم.إي يو (الإنجليزية)
- عمر شعبان على موقع ناشيونال فوتبول تيمز (الإنجليزية)
- عمر شعبان على موقع Soccerbase.com (لاعب) (الإنجليزية)
- عمر شعبان على موقع Soccerway.com (الإنجليزية)
- عمر شعبان على موقع عالم كرة القدم.نت (الإنجليزية)
- عمر شعبان على موقع كووورة
- Omar Bugiel  على سكروي